# 7e congrès national du Parti communiste chinois
Le 7e Congrès national du Parti communiste chinois (en chinois : 中国共产党第七次全国代表大会) se tient du 23 avril au 11 juin 1945, à Yan'an. Le parti compte alors 1 210 000 membres qui sont représentés par 544 délégués lors du congrès.

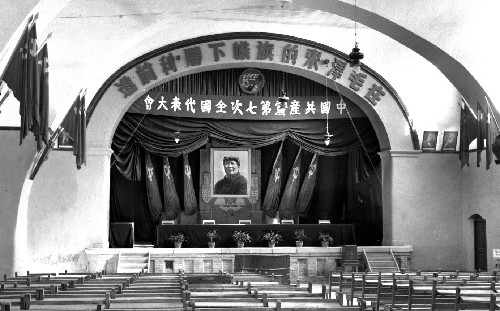
Le congrès s'est tenu à l'auditorium central de Yan'an.

Il a lieu durant la fin de la Seconde guerre sino-japonaise, pendant la période de trêve, de plus en plus difficile, entre le Kuomintang et le Parti communiste chinois.
Mao Zedong lit le rapport/programme politique intitulé Sur le gouvernement de coalition qui développe les principes de la nouvelle démocratie, qu'il a déjà formulés dans son essai précédent Sur la nouvelle démocratie.

## Déroulement
Le congrès s'est déroulé à l'Auditorium central de Yan'an, sur la tribune de la conférence était accroché un immense portrait de Mao Zedong, avec à côté des drapeaux du parti communiste disposé en V, habitude qui perdure aujourd'hui à chaque congrès du parti ou séance de l'Assemblée nationale populaire. Au-dessus trônait le slogan « Marchez victorieusement sous le drapeau de Mao Zedong ».
Cette disposition de la salle marquait le culte de la personnalité de plus en plus marqué envers la personne de Mao notamment après la Campagne de rectification. Ce dernier sera reconduit à la présidence du parti, fonction créée deux ans plus tôt et qui lui conférait le contrôle direct du Comité central, du Bureau politique et du Secrétariat central du parti.
Liu Shaoqi a été chargé du rapport sur la mise en place d'une nouvelle constitution pour le parti (la troisième), dans lequel la pensée de Mao Zedong a été mise sur un pied d'égalité avec le marxisme-léninisme dans la pratique révolutionnaire chinoise.
Cette nouvelle constitution rejette également toute adhésion au fédéralisme comme concept de gouvernement pour la Chine.
Zhu De a été chargé de présenter la situation militaire du parti envers l'Armée impériale japonaise mais également à la reprise imminente du conflit avec le Kuomintang.
Mao a prononcé le discours de fermeture intitulé  Le vieil homme insensé a déplacé les montagnes , tiré d'une fable bien connue de la mythologie chinoise sur les vertus de la persévérance et de la volonté.

## Conséquences
Le septième congrès a bien marqué le contrôle de plus en plus total de Mao sur le parti et la mise au pas des cadres supérieurs du Parti après les trois ans de la campagne de rectification.
Il a été tenu peu de temps avant la fin de la guerre et à mis en œuvre des changements stratégiques dans les dernières étapes du conflit avec le Japon et a préparé la rupture inéluctable du Deuxième front uni chinois en mettant en place les préparatifs théoriques, idéologiques et organisationnels de la prochaine guerre civile entre le Kuomintang et le PCC.。